# Роджер Макбрайд Аллен
Роджер Макбрайд Аллен (англ. Roger MacBride Allen; нар. 26 вересня 1957, Бриджпорт) — американський письменник-фантаст, автор близько 20 романів у жанрі наукової фантастики, зокрема, космічної опери, та декількох оповідань. Твори Роджера Макбрайда Аллена перекладені німецькою, французькою, іспанською, нідерландською, угорською, польською, чеською, італійською, литовською та російською мовами.

## Біографія
Роджер Макбрайд Аллен народився 26 вересня 1957 року у місті Бриджпорт, штат Коннектикут, був наймолодшим із трьох дітей. Батько — американський історик і публіцист Томас Аллен (Thomas B. Allen). Коли Роджеру було дев'ять років, його родина переїхала до передмістя Вашингтона, міста Бетесда (штат Меріленд). Там майбутній письменник закінчив середню школу Walt Whitman High School, після якої поступив на факультет журналістики Бостонського університету. По закінченню університету в 1979 році Аллен працював офіціантом, продавцем друкарських машинок, оператором кол-центра тощо, продавцем у книгарні, пізніше обійняв посаду у видавничому відділі Асоціації опікунських рад університетів і коледжів.
У 1985 році написав свій перший роман «Смолоскип честі» (англ. The Torch of Honor), який продав видавництву «Баен». За кілька років Аллен полишив роботу і почав професійно займатися письменницькою діяльністю.
У 1992 році на конференції з наукової фантастики познайомився з Елеанор Фокс, яка на той час працювала літературним агентом, але пізніше стала дипломатом. 10 липня 1994 року вона і Роджер Макбрайд Аллен одружилися. Елеанор прагнула робити дипломатичну кар'єру, тому незабаром вирушила у довготермінове відрядження до Бразилії. Аллен супроводжував дружину як у цій, так і в інших відрядженнях, внаслідок чого на деякий час припинив писати, лише вів подорожні нотатки. У серпні 1997 року родина Алленів повернулася до США, і в листопаді 1998 року у них народився син Меттью Томас Аллен (Matthew Thomas Allen). А згодом Роджер Макбрайд Аллен повернувся до письменництва, випустивши у 1999 році свою нову книгу «Гра світів» (англ. The Game of Worlds).
Роджер Макбрайд Аллен брав участь у проєкті «Зоряні війни», в рамках якого написав так званий «Корелліанський цикл» із трьох романів, а також написав три романи за мотивами серіалу Айзека Азімова про роботів. Більшу частину творчого доробку Аллена складають романи, коротка проза представлена кількома оповіданнями, написаними переважно на початку літературної кар'єри.
Мешкає у місті Такома-Парк, штат Меріленд.

## Творчість

### Твори Роджера Макбрайда Аллена, написані одноосібно

#### Серія «Союзники та чужоземці» (англ.Allies and Aliens)[К 1]
- The Torch of Honor (1985)[К 2]
- Rogue Powers (1986)[К 3]

#### Серія «Земля, яку шукають» (англ.Hunted Earth)
- The Ring of Charon (1990)[К 4]
- The Shattered Sphere (1994)[К 5]
- The Falling World — третя книга циклу, запланована, проте не опублікована.

#### Серія «Хроніки розради» (англ.Chronicles of Solace)
- The Depths of Time (2000)
- The Ocean of Years (2002)
- The Shores of Tomorrow (2003)

#### Серія «Бюро спеціальних розслідувань Starside» (англ.BSI Starside)
- BSI Starside: The Cause of Death (2006)
- BSI Starside: Death Sentence (2007)
- BSI Starside: Final Inquiries (2008)

### Твори Роджера Макбрайда Аллена, написані у міжавторських циклах

#### Серія «Таємниці роботів»англ.Isaac Asimov's Robot Mysteries
Дана серія є частиною великого міжавторського проєкту «Галактична історія за Айзеком Азімовим», куди входять футуристичні науково-фантастичні твори Айзека Азімова та низки інших письменників.
- Isaac Asimov's Caliban (1993)[К 6]
- Isaac Asimov's Inferno (1994)[К 7]
- Isaac Asimov's Utopia (1996)[К 8]

#### Цикл «Криза імперії» (англ.Crisis of Empire)
Цикл науково-фантастичних романів Девіда Дрейка, які він писав у співавторстві з іншими письменниками, такими як Томас Т. Томас (1-ша книга), Вільям Дітц (2-га книга), Челсі Квін Ярбро (4-та книга). Усього в циклі вийшло чотири романи.
- The War Machine: Crisis of Empire III (1989) — третій роман циклу

#### Цикл «Несвоєчасно» (англ.Out of Time)
Міжавторський цикл науково-фантастичних романів, дія яких відбувається у світі, вигаданому Девідом Бріном. Усього в циклі вийшло три романи, написані різними авторами. Роджер Макбрайд Аллен написав другий роман, Ненсі Кресс — перший, а Шейла Фінч — третій.
- The Game of Worlds (1999)

#### Корелліанська трилогія із Всесвіту«Зоряних війн»
- Star Wars: Ambush at Corellia (1995)[К 9]
- Star Wars: Assault at Selonia (1995)[К 10]
- Star Wars: Showdown at Centerpoint (1995)[К 11]

### Позасерійні романи
- Orphan of Creation (1988)
- Farside Cannon (1988)
- Supernova (1991; у співавторстві з Еріком Котані (Eric Kotani))
- The Modular Man (1992)

### Оповідання
- Phreak Encounter (1986)
- A Hole in the Sun (1987)
- Thing's Ransom (1988)
- Side Effect (1990)
- Monkey See (1992)
- A Touch of Diptheria (1993)
- Evolving Conspiracy (1993)
- The Timeshaft Wormhole Transport System (2000)

### Публіцистичні твори
- Mr. Lincoln's High Tech War (2008; у співавторстві з Томасом Алленом (Thomas B. Allen))
- Time Capsule: The Book of Record (2010; у співавторстві з Томасом Алленом (Thomas B. Allen))

### Інші твори
- A Quick Guide to Book-on-Demand Printing: Learn how to Print and Bind Your Own Paperback Books (1982)
- Young as You Feel (1986) — есе
- Winged Mysteries - The Soviet Shuttles (1986) — есе
- Science (1995; у співавторстві з Чарльзм Шеффілдом) — стаття

## Нагороди та номінації
- 1986 — номінація на премію Локус (13-те місце) за роман The Torch of Honor[21]
- 1987 — премія Analog Readers Poll за оповідання Phreak Encounter[21][22]
- 1988 — номінація на премію Локус (14-те місце) за оповідання A Hole in the Sun[21]
- 1989 — номінація на премію Локус (20-те місце) за роман Orphan of Creation[21]
- 1989 — номінація на премію імені Філіпа К. Діка за роман Orphan of Creation[21][22]
- 1991 — номінація на премію Локус (10-те місце) за роман The Ring of Charon[21]
- 2000 — Премія Гола Клемента за роман David Brin's Out of Time 3: The Game of Worlds[21][22]